# پایگاه آب‌نشین بروکس
پایگاه آب‌نشین بروکس (به انگلیسی: Brooks Seaplane Base) یک فرودگاه همگانی بهره‌برداری هوایی است که یک باند فرود آب دارد و طول باند آن ۴۵۷۲ متر است. این فرودگاه در شهر کار د لین، آیداهو کشور ایالات متحده آمریکا قرار دارد و در ارتفاع ۶۴۸ متری از سطح دریا واقع شده‌است.